# Materiał zapasowy roślin

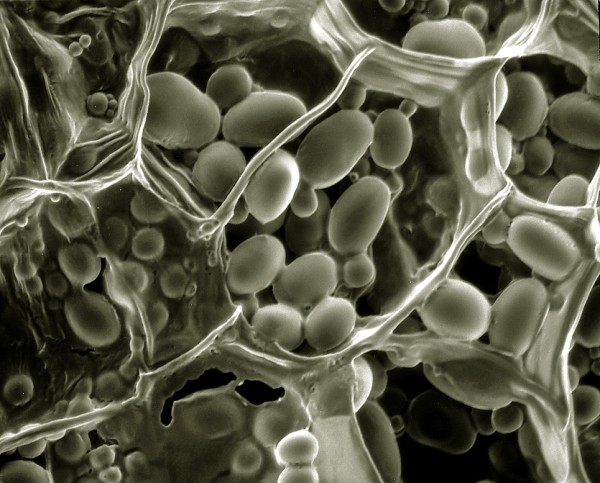
Ziarna skrobi w komórkach bulwy ziemniaka

Materiały zapasowe roślin, substancje zapasowe – związki organiczne gromadzone przez roślinę i zużywane na niektórych etapach rozwoju, np. w czasie kiełkowania nasion lub w okresach niekorzystnych dla rośliny warunków środowiska.
Związki organiczne wytworzone w procesie fotosyntezy tylko w pewnym stopniu są zużywane podczas procesów metabolicznych, część z nich jest odkładana i wykorzystywana w odpowiednim momencie. W niektórych przypadkach duże ilości substancji zapasowych mogą być magazynowane w organach spichrzowych rośliny.
Materiały zapasowe gromadzone są w cytozolu i organellach komórkowych. Każda żywa komórka ma zdolność do gromadzenia substancji zapasowych. Najczęściej funkcję tkanki spichrzowej spełniają komórki miękiszowe.
Materiały zapasowe stanowić mogą węglowodany (glukoza, sacharoza, skrobia, inulina, hemiceluloza), białka zapasowe (np. w postaci ziaren aleuronowych), tłuszcze. Najczęściej materiałem zapasowym są węglowodany. 